# Économie du Nicaragua
L'économie du Nicaragua est une des plus pauvres de l'Amérique : le Nicaragua est un des trois pays américains faisant partie des pays pauvres très endettés. En 2004, le Nicaragua est le deuxième pays le plus pauvre de l'Amérique, après Haïti. Il est devenu le plus pauvre de l'Amérique latine avec le tremblement de terre de 1972 à Managua et les deux guerres qui ont suivi.
L'économie du Nicaragua est axée sur l'agriculture surtout, puis le secteur minier, la construction et les pêcheries. L'industrie du tourisme est en développement rapide.
Un projet de « Grand Canal Interocéanique » de 219 km mais arrivant des Caraïbes, les cargos « post-Panamax » peuvent remonter le rio San Juan jusqu'au lac Nicaragua, la plus grande étendue d'eau douce d'Amérique centrale; de sa rive ouest, il ne reste alors plus qu'une quinzaine de kilomètres à creuser dans la montagne et à équiper d'écluses avant de déboucher sur le Pacifique.
Après sa prise de fonctions le 10 janvier 2007, le nouveau président sandiniste (gauche) Daniel Ortega a annoncé qu'il respecterait le traité de libre-échange centre-américain signé avec les États-Unis en mars 2006, et qu'il était prêt à négocier avec le Fonds monétaire international. Très dépendant de l'extérieur, le Nicaragua ne peut en effet se permettre comme dans les années 1980 de braver l'hostilité de Washington, bien que très courtisé aussi par Hugo Chávez.

## Agriculture
En 2018, le Nicaragua a produit 7,2 millions de tonnes de canne à sucre, étant fortement tributaire de ce produit. Outre la canne à sucre, le pays a produit 395 000 tonnes de maïs, 365 000 tonnes de riz, 300 000 tonnes d'huile de palme, 252 000 tonnes de banane, 209 mille tonnes de manioc, 197 mille tonnes de haricot, 194 mille tonnes d'arachide, 141 mille tonnes de café, 118 mille tonnes d'orange, en plus des rendements plus faibles d'autres produits agricoles tels que ananas, pomme de terre, sorgho, tomate etc. 